# Thagyamin

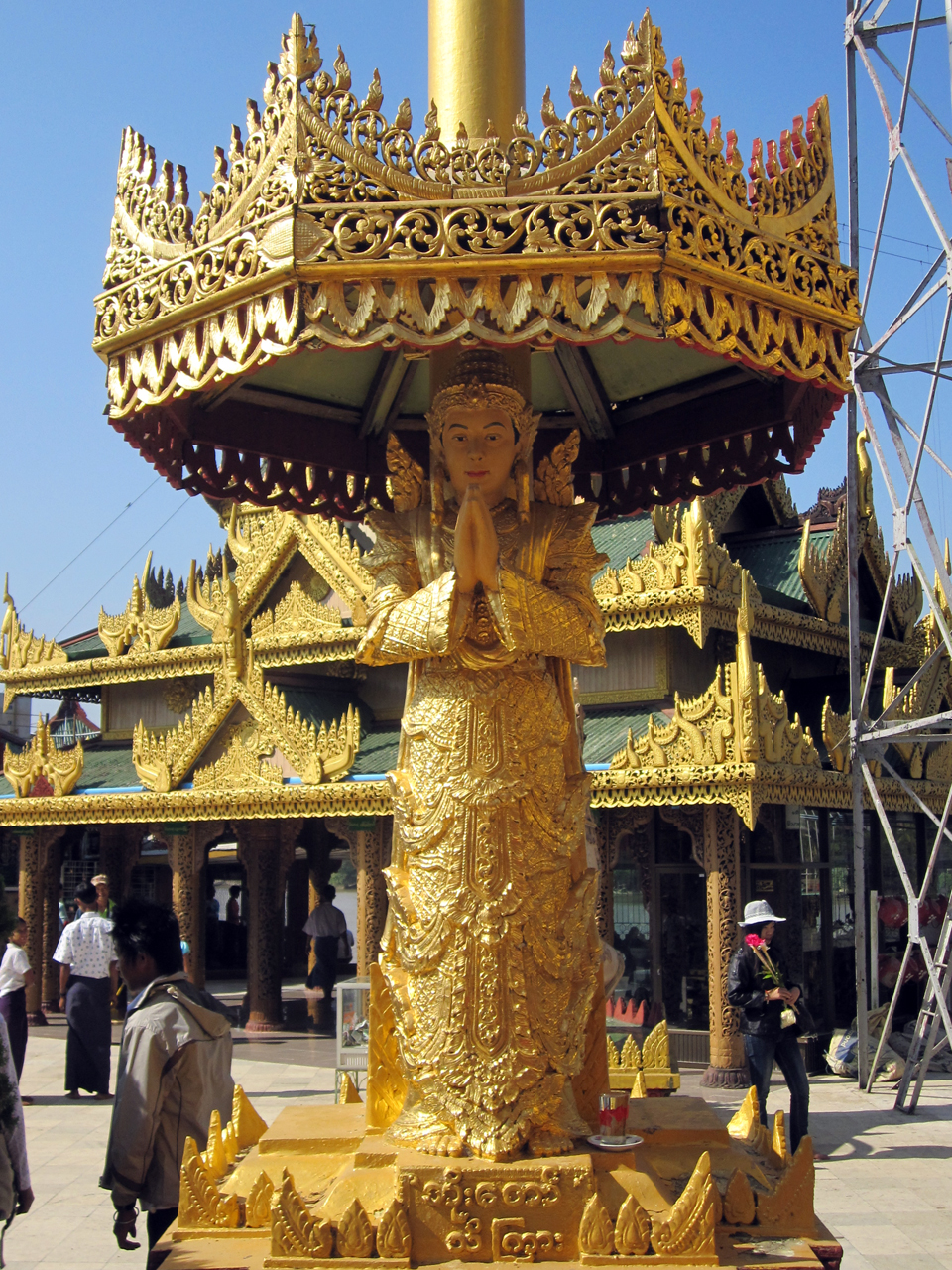
Posąg Thagyamina w pagodzie Kyauktan Yay-Le.

Thagyamin (birm. သိကြားမင်း, /ðədʑámɪ́ɴ/; z sansk. ၐကြ Śakra) – pierwszy z 37 natów oficjalnego panteonu birmańskiego, uważany za ich króla, utożsamiany z buddyjskim dewą Sakką oraz z hinduistycznym bóstwem Indrą .
Często jest przedstawiany, jako stojący na trójgłowym białym słoniu, trzymający muszlę w jednym ręku i miotełkę z ogona jaka w drugiej . W tradycyjnych wierzeniach birmańskich buddystów Thagyamin włada przestrzenią życia natów nazywaną Niebem Trzydziestu Trzech Bogów (Trāyastriṃśa, birm. တာဝတိံသာ). Thagyamin został ustanowiony władcą oficjalnego panteonu natów przez króla Anawrahtę w XI w., w ramach działań zmierzających do właściwego ukierunkowania animistycznych praktyk ówczesnego ludu oraz scalenia tych praktyk z buddyzmem Therawady. Zastąpił w tej roli Mahagiri, uważanego wcześniej za króla natów. Jest on jedynym natem należącym do oficjalnego panteonu, którego ludzkie życie nie zakończyło się nagłą bądź gwałtowną śmiercią.

## Kult
Uważa się, że Thagyamin znajduje się na wyższym od innych natów poziomie kosmologicznym. Znajduje to odzwierciedlenie w układzie poświęconej natom świątyni przy pagodzie Shwezigon: jego kaplica oddzielona jest od części poświęconej pozostałym natom, a oblicze wizerunku zwrócone jest na zachód, podczas gdy pozostałe naty zwrócone są ku północy.
Chociaż sporadycznie interweniuje on w sprawy zwykłych ludzi, nigdy nie jest przywoływany podczas poświęconych natom ceremonii nat-pwe przez uczestniczące w nich media.
Postać Thagyamina pojawia się w legendach związanych z powstaniem dwóch spośród trzech najważniejszych miejsc kultu w Mjanmie: pagody Szwedagon i pagody Kyaiktiyo.

## Galeria

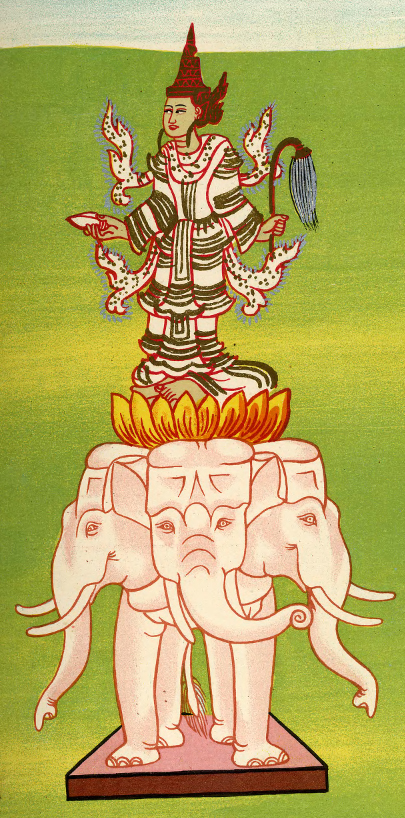
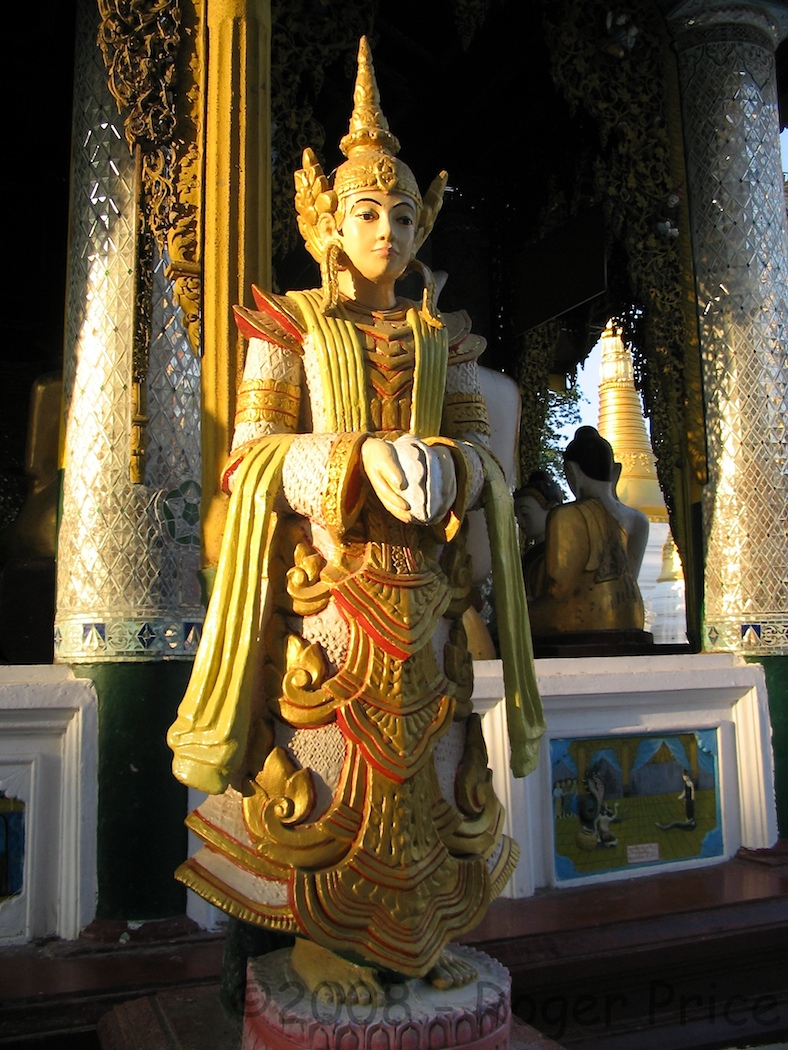
Thagyamin w Pagodzie Szwedagon